# アゼルバイジャンの地理
アゼルバイジャンはコーカサス地域の南東部にある国家であり、ヨーロッパと西アジアの境界線に位置する。東側はカスピ海であり、その海岸線は東部の自然な境界を形成する。北部の大コーカサス山脈はヨーロッパとアジアの境界線をなしており、中部は広大な平野地帯。総面積はポルトガルとほぼ同じの約86600平方キロメートルである。旧ソビエト連邦の面積の1％未満であるが、南コーカサスの3つの国の中で最大の土地面積を有している。本土のほかに、西部にはアルメニアの領土によってアゼルバイジャンの他の地域から隔てられている飛地のナヒチェヴァン自治共和国がある。また、本土西部には領有権係争中のナゴルノ・カラバフ地域があり、その一部は事実上独立したアルメニア人国家であるアルツァフ共和国により占領されている。
コーカサス山脈の南に位置するアゼルバイジャン本土は東側のカスピ海以外に、北側はジョージアとロシア、南側はイラン、南西側と西側はアルメニアとそれぞれ接している。また、飛地のナヒチェヴァン自治共和国の南側と西側はイランと、北側と東側はアルメニアと、北西側のごく一部はトルコと接している。アゼルバイジャンの首都はカスピ海西岸に突き出したアブシェロン半島の南岸にあるバクーである。バクーはカスピ海沿岸最大の港湾都市であり、コーカサス地域の石油産業の中心地でもある。

## 地形

地形図

アゼルバイジャンの地形は変化が激しい。低地から高地へは比較的短い距離で変化しており、国のほぼ半分は山岳地帯と見なされている。南東部のカスピ海の海岸は亜熱帯気候であり、なだらかな丘が多く、茶畑、オレンジ・レモンの果樹園によって覆われている。また、バクー近くにあるコブスタン山の渓谷には多数の泥火山と鉱泉がある。なお、カスピ海の海岸の標高が低く、最低点の海抜は海面高度下28メートルである。
東部のカスピ海の海岸線と北部のジョージア、南部のイランと隣接する一部の地域を除くと、アゼルバイジャンは山々に囲まれている。ロシアのダゲスタン共和国に隣接する北東部には大コーカサス山脈が、アルメニアに隣接する西側には小コーカサス山脈がそれぞれあり、南東部のタリシュ山脈はイランとの国境の一部を形成している。標高が最も高い山は海抜4466メートルの大コーカサス山脈のバザルデュジ山である。8つの主要河川はコーカサス山脈から流れてきたが、ほとんどの川は航行に向いていない。そのうち、クラ川（ムトクヴァリ川）とその支流のアラス川による沖積平地はアゼルバイジャン中部の大きなクラ・アラス平野をなしており、クラ川がカスピ海に流れ込む河口には大きな三角州がある。アゼルバイジャン国内最大の水域はミンゲチェヴィルダムによる、面積605平方キロメートルのダム湖である。ダム湖の水は、クラ・アラス平野の電力と灌漑用水を提供する。現在、アゼルバイジャン全国の土地の約15％は農地である。

## 気候

### 気温
アゼルバイジャンの気候は多様である。南東部は亜熱帯湿潤気候であり、中央部と東部は亜熱帯乾燥気候である。カスピ海の海岸沿いでは温暖であるが、標高の高い山岳地帯では一般的に寒い。カスピ海沿いの首都・バクーの1月の平均気温は4度で、7月の平均気温は25度である。

### 降水
アゼルバイジャンの最大年間降水量はレンキャラン県の1600〜1800mmであり、最小はアブシェロン県の200〜350mmである。最大日降水量は1955年にビリエセルの気象観測ステーションで観測された334mmである。

## 参考資料
1. 1 2 3 4  Curtis, Glenn E. (1995). Armenia, Azerbaijan, and Georgia : country studies (1st ed.). Washington, D.C.: Federal Research Division. pp. 99-101. ISBN 0-8444-0848-4. OCLC 31709972.  この記述には、アメリカ合衆国内でパブリックドメインとなっている記述を含む。
2. 1 2  “CIA Site Redirect — Central Intelligence Agency” (英語). www.cia.gov. 2018年3月7日閲覧。
3. ↑  “The World Factbook — Central Intelligence Agency” (英語). www.cia.gov. 2018年3月7日閲覧。
4. 1 2  “Azərbaycan :: Baş səhifə” (アゼルバイジャン語). www.azerbaijans.com. 2018年3月7日閲覧。
5. ↑  “Hydromet Azerbaijan”. 2007年5月24日時点のオリジナルよりアーカイブ。2018年10月2日閲覧。